# Einstiegsqualifizierung Jugendlicher
Die Einstiegsqualifizierung Jugendlicher, kurz EQJ, ist ein betriebliches Langzeitpraktikum und soll als Brücke zur Ausbildung dienen. Dabei sollen Kenntnisse und Fähigkeiten vermittelt werden, die auf einen anerkannten Ausbildungsberuf vorbereiten.
Im Rahmen des Ausbildungspakts haben die Spitzenverbände der Wirtschaft zugesagt, jährlich 25.000 Praktikumsplätze für Jugendliche, die als noch nicht ausbildungsreif gelten, zu schaffen.

## Voraussetzungen, Dauer und Höhe der Förderung
Um einen EQJ-Platz anbieten zu können, muss ein Unternehmen Praktikumsinhalt, -dauer und Vergütung festlegen. Wenn das Angebot schließlich der zuständigen Kammer gemeldet wurde, beteiligt sich die Agentur für Arbeit nach vorläufiger Zusage an der Bewerberauswahl. Förderfähig sind Jugendliche, die bei der Agentur für Arbeit ausbildungssuchend gemeldet sind und eingeschränkte Vermittlungsperspektiven haben, Jugendliche ohne die erforderliche Ausbildungsreife und lernbeeinträchtigte und sozial benachteiligte Ausbildungsuchende. Es gelten Ausschlussgründe hinsichtlich einer Vorbeschäftigung beim selben Arbeitgeber und einer Beschäftigung beim Ehegatten, Lebenspartner oder bei den Eltern. Außerdem darf ein und derselbe Jugendliche nur maximal zwölf Monate insgesamt gefördert werden (§ 235b SGB III).
Ist ein Teilnehmer gefunden, meldet der Arbeitgeber den Bewerber bei der Berufsgenossenschaft an.
Sollte der Teilnehmer berufsschulpflichtig sein, meldet ihn der Betrieb zur Berufsschule an. Ausnahmen sind Schüler, die für den Zeitraum des EQJ durch das Schulamt von der Schulpflicht entbunden wurden. 
Nun kann der Arbeitgeber einen Antrag auf Förderung bei der Agentur für Arbeit stellen. Zu beachten ist, dass kein Rechtsanspruch auf die Förderung besteht.
Die Agentur für Arbeit erstattet dem privaten Arbeitgeber für 6–12 Monate die Vergütung (max. 231 € pro Monat, Stand 01/2017). Diesen Betrag bekommt der Bewerber in der Regel ausgezahlt. Außerdem erhält der Arbeitgeber bis zu 109 € als pauschalierten Gesamtbeitrag zur Sozialversicherung. Sach- und Personalkosten sowie Beiträge zur Berufsgenossenschaft fallen zu Lasten des Arbeitgebers.

## Vorteile
Die Vorteile für den Betrieb sind vielfältig. Viele Unternehmen schätzen es, den Bewerber vor Ausbildungsbeginn genauer kennenlernen zu können. 
Im Gegensatz zum regulären Einstellungsverfahren erhalten auch Jugendliche eine Chance, die mit Defiziten zu kämpfen haben. Ihnen wird die Möglichkeit gegeben, Unsicherheiten abzubauen und an den übertragenen Aufgaben zu wachsen. Gleichzeitig erwerben sie Grundkenntnisse im angestrebten Beruf. Innerhalb der normalen Ausbildungszeiträume ist ein Übergang in eine reguläre Ausbildung möglich. Dabei kann die EQJ-Zeit zumindest teilweise als Ausbildungszeit angerechnet werden. 
Die Anrechnung kann dabei nur durch eine zuständige Stelle (Kammer) erfolgen.

## Kritik
Es wird bemängelt, dass Verdrängungs- und Mitnahmeeffekte auftreten. So werden bezahlte Kräfte in Anlernberufen entlassen und durch die wesentlich billigeren Praktikanten ersetzt. Teilweise wird auch ein Ausbildungsplatz im Anschluss an das Praktikum versprochen, einen Rechtsanspruch darauf haben die Praktikanten jedoch nicht. Außerdem wird moniert, dass in Einzelfällen Jugendliche eine Einstiegsqualifizierung absolvieren, obwohl bei ihnen augenscheinlich keine Defizite bestehen.